# Autoroute A 520
Die Autoroute A 520, auch als Bretelle d’Auriol bezeichnet, ist eine französische Autobahn die in Roquevaire beginnt und in Auriol endet. Ihre Gesamtlänge liegt bei 3,0 km. Die Strecke wurde am 29. August 1974 auf ihrer gesamten Länge eröffnet.

## Streckenführung
| Position | Anzahl Fahrbahnen | höchste zulässige Geschwindigkeit | km | Typ                 | Abschnitt                        | Breitengrad | Längengrad |
| -------- | ----------------- | --------------------------------- | -- | ------------------- | -------------------------------- | ----------- | ---------- |
| 1        | 2                 | 130                               |    | Beginn der Autobahn | Bifuraction de Reiraille - A 52' | 43.3492     | 5.6185     |
| 2        | 2                 | 130                               | 2  | Mautstelle          | Auriol                           | 43.3671     | 5.6440     |
| 3        | 2                 | 50                                | 3  | Ende an Straße      | Arrivée sur la D 560'            | 43.3674     | 5.6455     |